# Чердатське сільське поселення
Черда́тське сільське поселення (рос. Чердатское сельское поселение) — сільське поселення у складі Зирянського району Томської області Росії.
Адміністративний центр — село Чердати.
Населення сільського поселення становить 1116 осіб (2019; 1270 у 2010, 1552 у 2002).

## Склад
До складу сільського поселення входять:
| Населений пункт     | Населення, осіб (2002) | Населення, осіб (2010) |
| ------------------- | ---------------------- | ---------------------- |
| Іловка, село        | 413                    | 350                    |
| Кучуково, селище    | 100                    | 64                     |
| Прушинський, селище | 92                     | 60                     |
| Чердати, село       | 947                    | 796                    |